# Fausta Morganti
Fausta Simona Morganti (San Marino, 20 agosto 1944 – San Marino, 2 febbraio 2021) è stata una politica e insegnante sammarinese.
Fu Capitano Reggente della Repubblica di San Marino per il periodo 1º aprile – 30 settembre 2005 assieme a Cesare Gasperoni.

## Biografia
Laureata in lingue, insegnò alle Scuole medie Inferiori e Superiori di San Marino.
Dal 1978 al 1992 fece parte del Congresso di Stato, assumendo le deleghe alla Pubblica Istruzione, Giustizia, Cultura, Università. Durante il suo mandato, promosse la realizzazione dell'Università, attuò riforme del sistema scolastico, sostenne i movimenti culturali sammarinesi. Nei primi anni 80 caldeggiò la fondazione dell'Accademia Internazionale delle Scienze San Marino (AIS) e dell'Università degli Studi della Repubblica di San Marino, istituite poi in base alla legge n. 127 del 31 ottobre 1985.
Fu membro del Consiglio Grande e Generale dal 1974, quando venne introdotto l'elettorato passivo per le donne nelle liste del Partito Comunista Sammarinese prima e del Partito dei Progressisti e Democratici Sammarinesi, del Partito dei Democratici e del Partito dei Socialisti e dei Democratici poi. Alle elezioni politiche del 2006 non si presentò.
Fu rappresentante permanente presso l'OSCE. Dal 1974 al 1990 fu membro del comitato centrale del Partito Comunista Sammarinese.
Morì nel 2021 all'età di 76 anni, per complicazioni da Covid-19 .  .